# Молодёжная улица (Владикавказ)
Молодёжная улица — улица во Владикавказа, Северная Осетия, Россия. Находится в Промышленном муниципальном округе между улицами Тельмана и Интернациональной. Начинается от улицы Тельмана.
Молодёжная улица пересекается с Гвардейской улицей. От Молодёжной улицы начинается улица Цаликова.
Улица образовалась в начале 50-х годов XX века. Первоначально была проездом между улицей Тельмана и заводами «Электроцинк» и «Кавизвесть».
6 апреля 1954 года городской совет присвоил этому проезду наименование Гаражная улица.
9 января 1969 года городской совет переименовал Гаражную улицу в Молодёжную улицу.